# 焉耆-龜茲文
焉耆-龜茲文（舊稱吐火羅文，西方文獻也多以吐火羅文稱之），又叫做中亞斜體笈多文，或北突厥斯坦婆羅米文。在絲路南道的于闐亦用婆羅米文字，稱為中亞直體笈多文或南突厥斯坦婆羅米文。絲路北道和南道的婆羅米文，一般合稱為中亞婆羅米文。焉耆-龜茲文大多源自於西元八世紀（附帶有幾個較早期的）那是寫在棕櫚葉、木板以及中國紙上，其藉由塔里木盆地極其乾燥的氣候所保存下來的。在龜茲和焉耆的遺址發現了這種語言的樣本，包括許多壁畫題字。
焉耆語（舊稱吐火羅語甲種，西方文獻多稱為Tocharian A）與龜茲語（舊稱吐火羅語乙種，西方文獻多稱為Tocharian B）並不具有相互理解性。恰當地說，這是基於twγry作為聯繫“Tokharoi吐火羅”的試驗性解釋，只有焉耆語可以被称为twγry語，而龜茲語則是“Kuchean”（其本地名稱可能是kuśiññe），但由於他們的文法通常在學術著作中一起被對待著，表示甲種與乙種已被證明是有幫助的。一個普遍的原始吐火羅語語言必須在數世紀前經過證明的語言，大概可以追溯到西元前1000年。鑑於焉耆語的地理範圍小並且缺乏世俗文本，它可能作為一種儀式性的語言，兩者的關係類似於文言文與現代標準漢語。然而，在焉耆語中缺乏世俗的文集決不是確定的，這是由於文本乃零碎保存的關係。
焉耆-龜茲人所使用的字母來源於婆羅米語字母音節（元音附標文字）並且被稱為斜婆羅米。不久變得明顯的是很大一部分手稿是於梵文中已知的佛教經典的翻譯並且有些甚至是雙語的，便於用來翻譯新的語言。除了佛教和摩尼教的宗教經典外，還有寺院的書簡和帳目紀錄、商業文件、商隊許可證、醫療和法術文本，以及一首愛情詩。許多焉耆-龜茲人信奉著善惡二元論的摩尼教或者是皈依佛教。
在1998年的時候，中國語言學家季羨林發表了一篇於1974年在焉耆回族自治縣發現的吐火羅文《弥勒会见记》的殘篇斷簡之翻譯和分析。
焉耆-龜茲文可能在西元840年後就消失了，當回鶻人被黠戛斯人從蒙古地區驅逐時，便撤退到塔里木盆地。這一理論是由焉耆-龜茲語文本被翻譯成回鶻文的發現而得到了支持。在回鶻人統治期間，各民族與回鶻人的混居進而產生了如今新疆維吾爾族自治區的大部分現代居民。

## 焉耆-龜茲文字
焉耆-龜茲文字是以婆羅米文為基礎的，每個輔音有一個固有的元音，這可以通過添加元音符號來做改變，或刪除了一個特殊的無效標記，卽怛達點畵。與婆羅米文一樣，焉耆-龜茲語使用连接的輔音疊加，並具有不規則连接形式的焉耆-龜茲語字母，音：ra。

### 焉耆-龜茲語字母表
| 獨立字母        | A   | Ā   | I    | Ī   | U    | Ū   |
| --------------- | --- | --- | ---- | --- | ---- | --- |
| 獨立字母        |     |     |      |     |      |     |
| R̥               | R̥̄   | E   | Ai   | O   | Au   | Ä   |
|                 |     |     |      |     |      |     |
| 符號 （在之上） | Tha | Thā | Thi  | Thī | Thu  | Thū |
| 符號 （在之上） |     |     |      |     |      |     |
| Thr̥             | Thr̥̄ | The | Thai | Tho | Thau | Thä |
|                 |     |     |      |     |      |     |

| 軟腭音           | Ka | Kha | Ga | Gha | Ṅa |
| ---------------- | -- | --- | -- | --- | -- |
| 軟腭音           |    |     |    |     |    |
| 腭音（Palatals） | Ca | Cha | Ja | Jha | Ña |
| 腭音（Palatals） |    |     |    |     |    |
| 捲舌音           | Ṭa | Ṭha | Ḍa | Ḍha | Ṇa |
| 捲舌音           |    |     |    |     |    |
| 齒音             | Ta | Tha | Da | Dha | Na |
| 齒音             |    |     |    |     |    |
| 唇音             | Pa | Pha | Ba | Bha | Ma |
| 唇音             |    |     |    |     |    |
| 響音             | Ya | Ra  | La | Va  |    |
| 響音             |    |     |    |     |    |
| 噝音             | Śa | Ṣa  | Sa | Ha  |    |
| 噝音             |    |     |    |     |    |

| 止韻 | 隨韻 | 去母音符號 （在之上） | 軟齶擦音（Jihvamuliya） | 雙唇擦音（Upadhmaniya） |
|      |      |                       |                         |                         |

## 外部連結
- TITUS: Tocharian alphabets （页面存档备份，存于）, conjugation tables （页面存档备份，存于）, and  manuscripts （页面存档备份，存于） from the Berlin Turfan Collection
- 'Everything you always wanted to know about Tocharian' by Mark Dickens
- A Tocharian-to-English dictionary with nearly 200 words （页面存档备份，存于） with accompanying article （页面存档备份，存于）
- Tocharian Online from the University of Texas at Austin
- Tocharian alphabet （页面存档备份，存于） at Omniglot.com
- Proposal to Encode the Tocharian Script （页面存档备份，存于） in Unicode (9 October 2015)
- 中亞出土梵語佛典寫本的新研究 （页面存档备份，存于）